# Uranium City Airport
Uranium City Airport är en flygplats i Kanada.   Den ligger i provinsen Saskatchewan, i den centrala delen av landet, 2 700 km nordväst om huvudstaden Ottawa. Uranium City Airport ligger 313 meter över havet.
Terrängen runt Uranium City Airport är huvudsakligen platt, men åt nordost är den kuperad. Trakten runt Uranium City Airport är nära nog obefolkad, med mindre än två invånare per kvadratkilometer.. 